# NGC 5434
NGC 5434 est une galaxie spirale située dans la constellation de la Bouvier. Sa vitesse par rapport au fond diffus cosmologique est de 4 898 ± 18 km/s, ce qui correspond à une distance de Hubble de 72,2 ± 5,1 Mpc (∼235 millions d'al). NGC 5434 a été découverte par l'astronome allemand Wilhelm Tempel en 1883.
La classe de luminosité de NGC 5434 est III et elle présente une large raie HI. En raison d'une brillance de surface égale à 14,01 mag/am2, on peut qualifier NGC 5434 de galaxie à faible brillance de surface (LSB en anglais pour low surface brightness). Les galaxies LSB sont des galaxies diffuses (D) avec une brillance de surface inférieure de moins d'une magnitude à celle du ciel nocturne ambiant.
À ce jour, deux mesures non basées sur le décalage vers le rouge (redshift) donnent une distance de 3,785 ± 0,021 Mpc (∼12,3 millions d'al), ce qui est totalement incohérent avec les valeurs de la distance de Hubble.
La distance de Hubble de la galaxie UGC 8967 située au nord-est et près de NGC 5434 est égale à 87,02 ± 6,10 Mpc (∼284 millions d'al). UGC 8967 est donc à plus de 45 millions années-lumière au-delà de NGC 5434. Cette paire de galaxies n'est donc pas une paire physique. UGC 8967 est en quelques endroits aussi désigné comme NGC 5434B,.

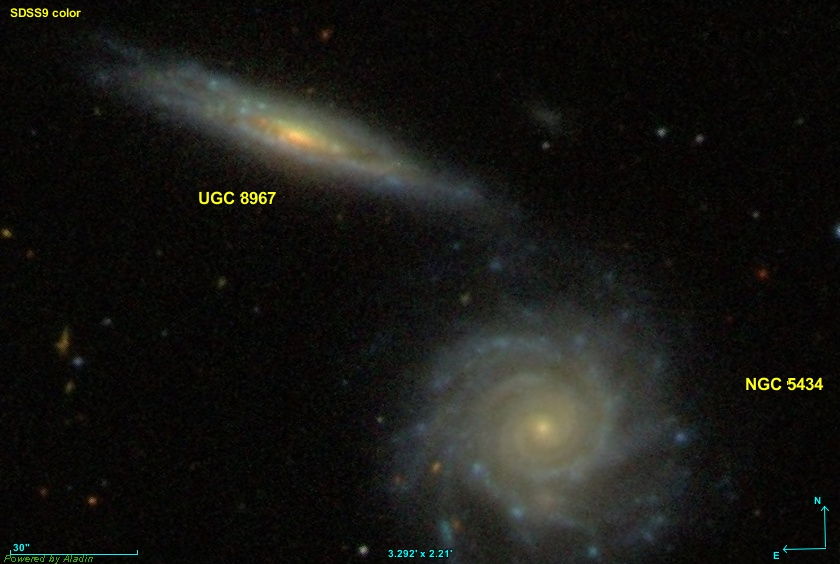
UGC 8967 et NGC 5434, une paire purement optique.

## Groupe de NGC 5374
Selon A.M. Garcia, la galaxie NGC 5434 fait partie du groupe de NGC 5374. Ce groupe de galaxies compte au moins huit membres. Les autres galaxies du groupe sont NGC 5374, NGC 5382, NGC 5384, NGC 5386, NGC 5417, NGC 5418 et UGC 8906.
D'autre part, Abraham Mahtessian mentionne aussi ce groupe, mais il ne contient que trois galaxies, soit NGC 5374, NGC 5382 et NGC 5386.